# الفرع الصافن للشريان الركبي النازل
الفرع الصافن للشريان الركبي النازل (بالإنجليزية: Saphenous branch of descending genicular artery)‏‏ هو شريان يتفرعُ من شريان ركبي نازل.